# سایوز تی‌ام-۲۲
سایوز-تی‌ام-۲۰ (به روسی: Союз )(به معنای اتحاد) یکی از مأموریت‌های یورومیر و بیست‌ودومین مأموریت سرنشین دار سازمان ملی فضانوردی روسیه به سمت ایستگاه فضایی میر محسوب می شود. در طول این ماموریت ۲ فضاپیمای پشتیبانی پروگرس به ایستگاه متصل شد. همچنین شاتل فضایی آمریکایی در طول مأموریت اس‌تی‌اس-۷۴ توانست با موفقیت به ایستگاه فضایی میر متصل شده و ششمین قطعه از ایستگاه فضایی میر یعنی سیستم اتصال جدید را بر روی ایستگاه بارگذاری کند. اما فضانوردان اس‌تی‌اس-۷۴ وارد ایستگاه نشدند.

## خدمه مأموریت
| شماره | نام          | ملیت  | تعداد پرواز | نقش عملیاتی | تصویر |
| ۱     | یوری گیدزنکو | روسیه | ۱           | فرمانده     |       |
| ۲     | سرگئی آودیف  | روسیه | ۲           | مهندس پرواز |       |
| ۳     | توماس رایتر  | آلمان | ۱           | محقق فضایی  |       |